# Schwenckia glabrata
Schwenckia glabrata är en potatisväxtart som beskrevs av Carl Sigismund Kunth. Schwenckia glabrata ingår i släktet Schwenckia och familjen potatisväxter. Inga underarter finns listade i Catalogue of Life.